# Побори
Побори (на сръбски: Побори) е село в Черна гора, разположено в община Будва. Намира се на 608 метра надморска височина. Населението му според преброяването през 2011 г. е 28 души, от тях: 18 (64,28 %) черногорци.

## Население
Численост на населението според преброяванията през годините:
- 1948 – 264 души
- 1953 – 282 души
- 1961 – 281 души
- 1971 – 215 души
- 1981 – 119 души
- 1991 – 31 души
- 2003 – 29 души
- 2011 – 28 души